# Schauwerk Sindelfingen

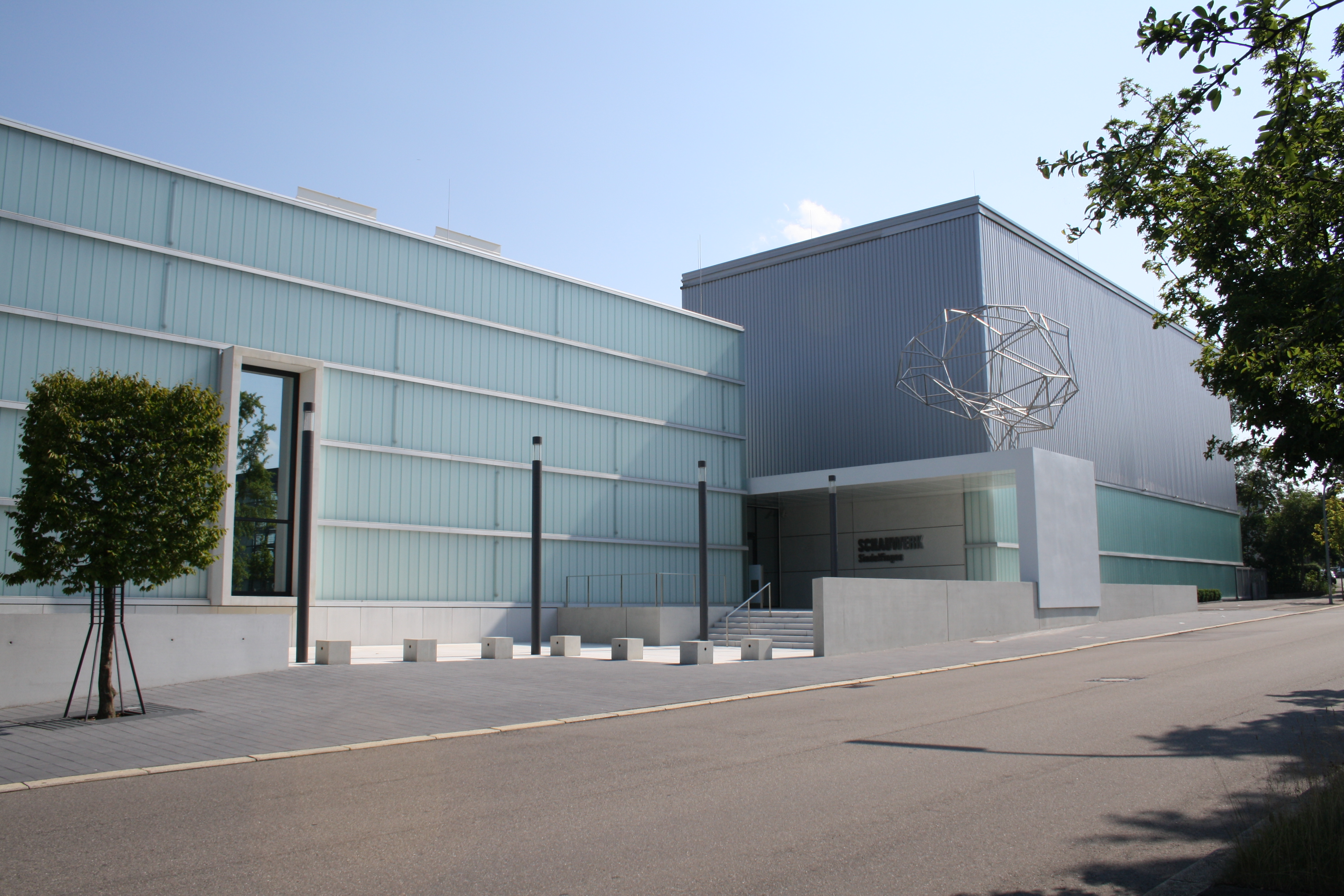
Schauwerk Sindelfingen (2010)

Das Schauwerk Sindelfingen (eigene Schreibweise: SCHAUWERK Sindelfingen) ist ein Museum für zeitgenössische Kunst in Sindelfingen und präsentiert in wechselnden Ausstellungen die hochkarätige Kunstsammlung von Peter Schaufler und Christiane Schaufler-Münch.

## Geschichte
Seit Ende der 1970er Jahre hat das Ehepaar über 3.500 Werke zusammengetragen und damit eine der größten privaten Kunstkollektionen in Deutschland aufgebaut. Sie umfasst hochrangige Positionen der deutschen, aber auch der internationalen Kunst, insbesondere aus Italien, Frankreich, Asien und Südamerika. Mit der 2010 erfolgten Eröffnung des Museums, das Teil der Stiftung The Schaufler Foundation ist, sind viele der Werke erstmals öffentlich zu sehen.
Heute zeigt das Museum auf rund 6.500 m² eine repräsentative Auswahl zeitgenössischer Kunst aus der Sammlung Schaufler.

## Sammlung
Schwerpunkte liegen auf der Minimal Art, der Konzeptkunst und Konkreten Kunst sowie auf Arbeiten der ZERO-Bewegung und ihrer Wegbereiter. Neben Malerei und Skulptur nehmen Licht- und Rauminstallationen sowie die zeitgenössische Fotografie einen wichtigen Platz in der Sammlung ein. Größere Werkkomplexe von Imi Knoebel, Günther Uecker, Rupprecht Geiger, John M. Armleder, Sylvie Fleury oder Gerwald Rockenschaub sind ebenso vertreten wie kleinere Konvolute,  z. B. von Michelangelo Pistoletto, John Angus Chamberlain, Antony Gormley, Katharina Grosse, Andreas Gursky, Thomas Ruff und Anselm Kiefer.

## Architektur
Das Museum befindet sich am Rande von Sindelfingen neben dem Firmengelände der „Bitzer Kühlmaschinenbau“, deren Leitung Peter Schaufler im Jahr 1979 übernahm. Im Zuge eines aufwändigen Umbaus wurden ehemalige Fertigungs- und Lagerhallen der Firma Bitzer durch das Büro BFK Architekten zu großzügigen Ausstellungsflächen umgewandelt und um einen neuen Gebäudetrakt ergänzt. Der Umbau wurde 2011 vom Bund Deutscher Architekten (BDA) mit der Hugo-Häring-Auszeichnung gewürdigt. Im Herbst 2011 wurde das ehemalige Hochlager der Bitzer-Fabrikation als weiterer Ausstellungsraum eröffnet. Das viergeschossige Gebäude wird durch eine innen an der Wand liegende, durchgehende Rampe erschlossen. Ein Neubau ist seit Ende 2021 in Betrieb. 

## Trägerschaft
Das Museum wird von der Stiftung The Schaufler Foundation getragen, die Peter Schaufler 2005 gründete. Ziel der Stiftung ist die Förderung von Kunst und Kultur sowie von Forschung und Lehre auf dem Gebiet der Kältetechnik, des Umweltschutzes und des Unternehmertums. Die Ziele werden u. a. mit Stiftungsprofessuren an der Hochschule Karlsruhe und der Technischen Universität Dresden und der Unterstützung weiterer Projekte umgesetzt.

## Ausstellungen
- 2010: Zero – ∞
- 2011: Imi Knoebel – Werke aus der Sammlung Schaufler
- 2011: Lichtempfindlich. Zeitgenössische Fotografie aus der Sammlung Schaufler
- 2012: Not Vital – Werke 1989 bis 2011
- 2012: My Private Universe
- 2013: ROTesque
- 2013: Sky Columns. Jacob Hashimoto
- 2013: Incontri – Zeitgenössische italienische Kunst
- 2014: VI. Premio Artistico Fondazione VAF: Aktuelle Positionen italienischer Kunst
- 2014: Dear Heartbeat – Gerwald Rockenschaub
- 2014: Profile. Gianluca Vassallo
- 2014: Ladies First! Künstlerinnen aus der Sammlung Schaufler
- 2015: Venusfalle
- 2015: Some Like It Cool - Sonderpräsentation auf der art Karlsruhe
- 2015: I Like America
- 2016: rosalie. Lichtwirbel
- 2016: Split. Spiegel, Licht. Reflexion
- 2017: Jason Martin. Werke 1997–2017

- 2017: Pinc Kommt! Rupprecht Geiger
- 2018: Sabrina Hausperg. Werke 2008–2018
- 2018: Lichtempfindlich 2. Fotografie aus der Sammlung Schaufler

- 2018: Heimvorteil. Deutsche Künstler aus der Sammlung Schaufler
- 2019: Ophelia. Performance und Installation von Nadja Verena Marcin
- 2019: Tom Sachs. Timeline[4]
- 2020: Love Stories. 10 Jahre Schauwerk
- 2020:There is Another Way of Looking at Things. Maurizio Nannucci und weitere Künstler aus der Sammlung Schaufler
- 2021: Antony Gormley. Learning to Be
- 2021:Ortswechsel, Fotografie aus der Modernen Galerie – Saarbrücken
- 2022: Ben Willikens
- 2022: Chiharu Shiota. Silent World
- 2023: Doug Aitken. Return To The Real[5]
- 2024: Neon, Led & Co. Lichtkunst aus der Sammlung Schaufler